# کاشی وینیل کامپوزیت

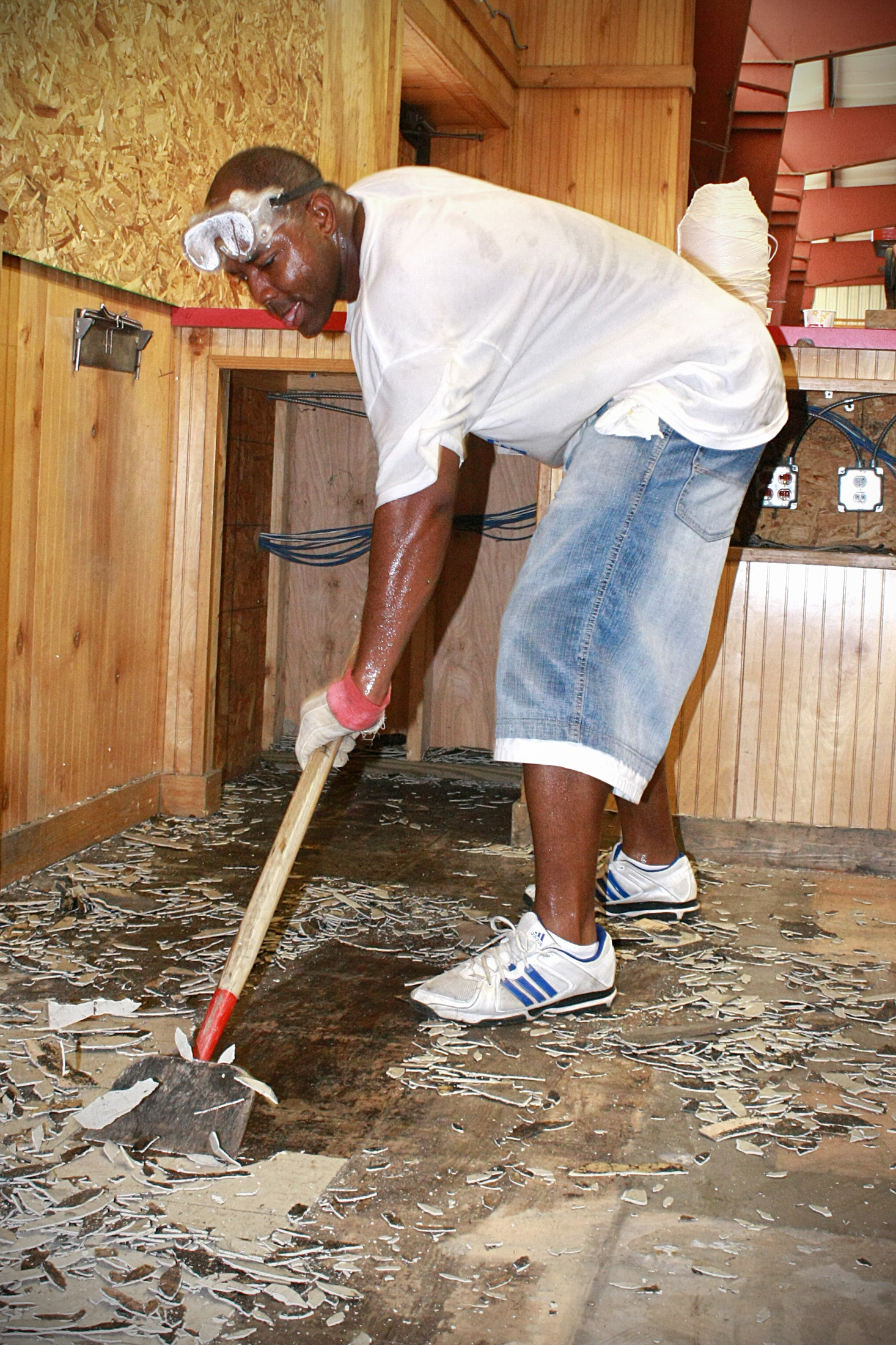
Removing thin 12" x 12" vinyl composition tiles

کاشی وینیل کامپوزیت ( انگلیسی: Vinyl composition tile (VCT)) یک متریال برای مرحله نهایی کفپوش است که در درجه اول برای کاربردهای سازمانی و تجاری استفاده می‌شود. کفپوش کاشی یا ورق وینیل مدرن و نسخه‌های آن دسته از محصولات که از اوایل دهه ۱۹۸۰ عرضه شده‌است، از تراشه‌های پلی وینیل کلرید PVC رنگی تشکیل شده‌است که به وسیله فشار و گرما به ورق‌های جامد با ضخامت‌های مختلف، در بیشتر موارد به اندازه یک‌هشتم اینچ تبدیل می‌شوند. این کاشی‌ها به اندازه‌هایی مانند مربع ۱۲” x 12” یا مستطیل ۱۲” x 24” برش می‌خورند. در هنگام نصب کاشی یا ورق کفپوش با استفاده از چسب مخصوص وینیل یا بتونه کاشی کاری، که به‌صورت قابل انعطاف باقی می‌ماند، روی سطح صاف و تراز شده نصب می‌شوند. در کاربردهای تجاری، برخی از کاشی‌ها به‌طور معمول با استفاده از مواد و تجهیزات ویژه، موم زده شده و پرداخت می‌شوند.
کفپوش کاشی وینیل مدرن به دلیل هزینه کم، دوام و سهولت نگهداری، اغلب در نقاط پر رفت‌وآمد استفاده می‌شود. کاشی‌های وینیل مقاومت بالایی در برابر سایش و آسیب دیدگی در برابر ضربه دارند و این امکان را دارند که به‌طور مکرر با پوست کن‌های شیمیایی و تجهیزات پرداخت مکانیکی ترمیم گردند. همچنین اگر به درستی نصب شوند، می‌توان کاشی‌ها را به راحتی از کف جدا کرد و در صورت آسیب دیدگی آنها را با کاشی جدید جایگزین کرد. کاشی‌ها در رنگ‌های مختلف و از چندین تولیدکننده عمده کفپوش عرضه می‌شوند، همچنین برخی از تولیدکنندگان، کاشی‌های وینیل را به صورتی تولید می‌کنند که بسیار شبیه به سنگ، چوب، موزاییک سیمانی مرمر نما، بتن و صدها الگوی مختلف هستند. کفپوش‌های وینیلی به لحاظ طرح و رنگ حتی تنوع بیشتری نسبت به پارکت لمینت بایگانی‌شده  در ۲۵ نوامبر ۲۰۲۰ توسط Wayback Machine دارند و همچنین با توجه به سرعت اجرای نسبتاً بالایی که دارند مورد توجه مصرف‌کنندگان قرار گرفته‌اند.

## تاریخچه
در سال ۱۸۹۴، فرانک فرنس، معمار فیلادلفیا، سیستم کاشی‌های کفپوش لاستیکی را ثبت کرد. این کاشی‌ها بی صدا، با دوام و دارای نصب آسان بودند و تمیز کردن آنها نیز آسان بود. با این وجود، آنها در اثر قرار گرفتن در معرض اکسیژن، ازن و حلال‌ها به راحتی لکه دار می‌شدند و برای استفاده در زیرزمین‌هایی که رطوبت قلیایی در آنجا وجود داشت مناسب نبودند.
والدو سمون در سال ۱۹۲۶، که در ایالات متحده کار می‌کرد، پلی وینیل کلرید پلاستیکی را اختراع کرد. پلی وینیل کلرید یا PVC پلاستیکی است که حاوی کربن، هیدروژن و کلر می‌باشد و با فرایند پلیمریزاسیون تولید می‌شود. مولکولهای مونومرهای وینیل کلراید با هم ترکیب می‌شوند تا مولکولهای زنجیره ای طولانی از پلی وینیل کلرید بسازند. پوشش کف بر پایه پلی وینیل کلرید یا همان pvc که معمولاً به عنوان وینیل شناخته می‌شود، زمانی که یک کاشی وینیل کامپوزیت در نمایشگاه پیشرفت قرن در شیکاگو نمایش داده شد، سر و صدای زیادی ایجاد کرد. به دلیل کمبود وینیل در سالهای جنگ، کفپوش وینیل تا اواخر دهه ۱۹۴۰ به‌طور گسترده به بازار عرضه نشده بود، ولی سرانجام تقریباً برای کفپوش کردن هر نوع کاربرد سطح سخت، تبدیل به محبوب‌ترین گزینه شد.
کاشی وینیل لوکس
کاشی وینیل لوکس (LVT) یک اصطلاح صنعتی بوده و نه یک استاندارد، وینیل در واقع ظاهر مواد طبیعی دیگر را با اضافه کردن یک لایه به خود، تقلید می‌کند تا باعث بهبود سایش و عملکرد شود. لایه اضافی محافظ معمولاً یک فیلم سنگین می‌باشد که با یک اورتان تحت اشعه ماوراء بنفش پوشانده شده‌است و باعث می‌شود در برابر زنگ زدگی، لکه و خراش مقاوم باشد. بعضی وقت‌ها اصطلاح کاشی وینیل لوکس برای محصولاتی که ظاهر سنگ و سرامیک را تقلید می‌کنند، استفاده می‌شود، در حالی که اصطلاح تخته وینیل لوکس برای محصولاتی که از ظاهر چوب تقلید می‌کنند استفاده می‌شود.
کاشی‌های پی وی سی
کاشی پلی وینیل کلرید یا PVC یک کفپوش متداول است که همان‌طور که از نامش پیداست از پلی وینیل کلرید ساخته شده‌است. به دلیل کوچک بودن کاشی‌ها، معمولاً در اندازه‌های ۱۵۰ میلی‌متر، ۲۲۵ میلی‌متر و ۳۰۵ میلی‌متر، با تعویض کاشی‌های آسیب دیده، تا زمانی که تعدادی کاشی یدکی داشته باشیم، می‌توان به سرعت هرگونه آسیب را تعمیر کرد. کاشی‌ها از کامپوزیت PVC و الیاف ساخته شده‌اند، که کاشی‌هایی نازک و نسبتاً سخت تولید می‌کنند.
کاشی پی وی سی مستعد برخی مشکلات است، از جمله موارد زیر:
چسبهایی که در کاشی‌های چسب دار به کار می‌رود گاهی اوقات سست شده و باعث می‌شوند لبه‌های کاشی در اثر رفت‌وآمد، بالا بیایند و بشکند.
سطحی که با pvc پوشیده شده، به مرور زمان در اثر تمیز کردن دچار مشکل می‌شود و باعث از بین رفتن لایه طرح رنگی می‌شود.
کف بسیار صاف و تراز برای نصب آنها نیاز داریم، در غیر این صورت به تدریج با فشار پا، در قسمت‌های ناهموار به شکستن کاشی‌ها خواهد می‌شود.
از مهمترین مزایای کاشی‌های PVC، کم هزینه بودن و سهولت تعویض کاشی‌های جداگانه است و همچنین این واقعیت که کاشی‌ها را می‌توان تنها در مدت کوتاهی نصب کرد. در واقع اگر شما فردی هستید که تجربه کارهای اینچنینی را داشته‌اید، با صرف حتی روزی ده دقیقه در روزهای پر مشغله خود، زمان کافی برای نصب تدریجی کفپوش را خواهید داشت و بنابراین می‌توانید از صرف هزینه‌های نصب حرفه ای در امان باشید.
کفپوش PVC انعطاف‌پذیر، ارزان است و می‌توان در ساختمان‌های مختلف از جمله بیمارستان‌ها، اداره‌ها، منازل و مدارس از آن استفاده نمود. طراحی‌های پیچیده و سه بعدی امکان‌پذیر است که توسط یک لایه سایش شفاف محافظت می‌شود. همچنین یک لایه میانی فوم وینیل نیز دارد که باعث ایجاد احساس راحتی و ایمنی می‌شود. این کفپوش با ایجاد سطحی صاف و محکم مانع از ایجاد خاک می‌شود و از تولید میکروب‌ها در مناطقی که نیاز به استریل دارند، مانند بیمارستان‌ها و درمانگاه‌ها جلوگیری می‌کند.